# Neoathyreus excavatus
Neoathyreus excavatus es una especie de coleóptero de la familia Geotrupidae.

## Distribución geográfica
Habita en Colombia, Brasil, Venezuela, Guayana, Guayana Francesa y Surinam.